# Wanquan (köping i Kina)
Wanquan (kinesiska: 万全镇, 万全) är en köping i Kina. Den ligger i provinsen Hebei, i den norra delen av landet, omkring 180 kilometer nordväst om huvudstaden Peking. Antalet invånare är 17 217. Befolkningen består av 8 394 kvinnor och 8 823 män. Barn under 15 år utgör 17,0 %, vuxna 15-64 år 72 %, och äldre över 65 år 10,0 %.
Genomsnittlig årsnederbörd är 601 millimeter. Den regnigaste månaden är juli, med i genomsnitt 150 mm nederbörd, och den torraste är december, med 3 mm nederbörd.